# اشتفن دیبلر
اشتفن دیبلر (به انگلیسی: Steffen Deibler) (زادهٔ ۱۰ ژوئن ۱۹۸۷) شناگر اهل آلمان است.